# Тезис об упадке Османской империи

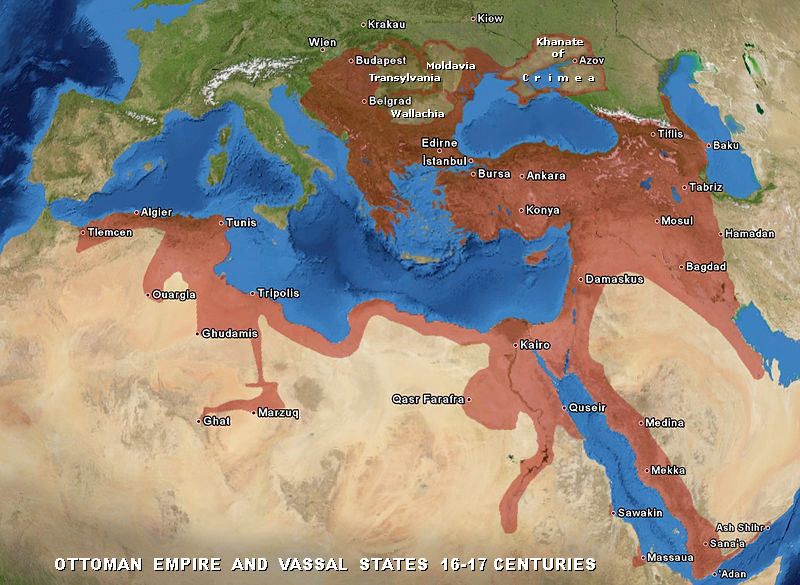
В 1683 году Османская империя достигла своего максимального территориального расширения в Европе, после чего в её истории начался период, обычно характеризуемый как время застоя и упадка

Тезис об упадке Османской империи (тур. Osmanlı Gerileme Tezi) ― ныне устаревший исторический нарратив, который длительное время играл доминирующую роль в историографии Османской империи. Согласно тезису об упадке, после золотого века, который пришёлся на правление султана Сулеймана Великолепного (1520―1566), государство постепенно вступало в период всеобъемлющего застоя и падения, который в итоге привёл к распаду Османской империи в 1923 году. Этот тезис являлся на протяжении большей части XX века основой как западного, так и республиканского турецкого понимания османской истории. Однако примерно к 1978 году историки начали пересматривать его фундаментальные положения.
После публикации многочисленных исторических исследований в течение 1980-х, 1990-х и 2000-х годов и пересмотра истории Османской империи с использованием ранее неиспользованных источников и методологий, академические историки-османисты достигли консенсуса относительно того, что всё понятие османского упадка было мифом и на самом деле империя не стагнировала и не деградировала, а продолжала оставаться энергичным и динамичным государством даже после смерти Сулеймана Великолепного. Тезис об упадке был раскритикован как «телеологический», «регрессивный», «ориенталистский», «упрощённый» и «одномерный» и описан как «концепция, которой нет места в историческом анализе».
Несмотря на это радикальное изменение парадигмы среди профессиональных историков, тезис о падении продолжает поддерживать своё значимое присутствие в популярной истории, а также в академических кругах среди учёных, которые не являются османистами. В некоторых случаях это связано с тем, что неспециалисты продолжают полагаться на устаревшие и развенчанные работы, а в других ― с определёнными политическими интересами и извлечением выгоды из продолжающегося увековечивания нарратива об упадке.

## Происхождение тезиса

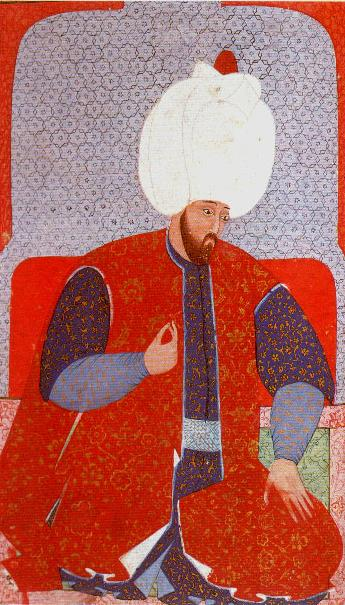
Султан Сулейман I, правление которого считалось золотым веком империи.

### В Османской империи
Первые признаки упадка османского государства были усмотрены самими османскими интеллектуалами. Они нашли отражение в получившем большую популярность в семнадцатом веке литературном жанре насихатнаме, или «Совет для царей». Этот жанр имеет долгую историю: он появился ещё в более ранних мусульманских империях, таких как государства Сельджуков и Аббасидов. Литература насихатнаме была прежде всего связана с проблемами порядка и беспорядка в государстве и обществе; в них концептуализировался правитель как воплощение справедливости. Это часто выражалось в концепции Круга правосудия (осман. dāʾire-i ʿadlīye‎). Согласно этой концепции, обеспечение справедливости правителем для своих подданных позволяло этим подданным процветать, в свою очередь укрепляя власть самого правителя. Если же круг ломается, то общество перестаёт нормально функционировать.
Таким образом, многие османы, писавшие в этом жанре, такие как Мустафа Али, описали правление Сулеймана I как наиболее совершенное проявление и выдвинули идею о том, что империя с тех пор отходила от этого золотого идеала. Эти авторы рассматривали изменения, которые претерпевала империя, как безусловное разложение идеализированного сулеймановского прошлого. Однако теперь признано, что вместо того, чтобы просто описывать объективную реальность, они часто использовали жанр упадка, чтобы высказать свои личные жалобы. Например, вера Мустафы Али в то, что империя разваливалась, была в значительной степени вызвана разочарованием его собственной неспособностью добиться продвижения по службе и покровительства при дворе султана. Таким образом, основная цель авторов жанра, возможно, состояла в том, чтобы просто защитить свой личный или классовый статус в быстро меняющемся мире.

### В Западной Европе
Нарратив всеобъемлющего османского упадка вошёл западную историографию в начале девятнадцатого века с работами таких историков, как Йозеф фон Хаммер-Пургшталь который знал османский турецкий язык и перенял эту идею непосредственно от османских авторов. Внутренний упадок считался подходящим средством объяснения внешних военных поражений османов, а также служил оправданием европейскому империализму. Таким образом, понятие нисходящей османской/исламской цивилизации использовалось в качестве обоснования для экспансии западной цивилизации. «Декадентские» османы противопоставлялись «динамичному» Западу. 
Ислам (как всеобъемлющая цивилизационная категория) часто воспринимается как полярная противоположность Запада: западные общества ценят свободу, рациональность и прогресс, в то время как ислам ценит рабство, суеверие и застой. Такие образы были увековечены в середине двадцатого века прежде всего работами Гамильтона Гибба, Гарольда Боуэна и Бернарда Льюиса, которые придерживались цивилизационной концепции исламского упадка, модифицируя её новой социологической парадигмой теории модернизации. Эти взгляды подвергались всё большей критике, поскольку историки начали пересматривать свои собственные фундаментальные предположения об османской и исламской истории, особенно после публикации «Ориентализм» Эдварда Саида в 1978 году.

## Положения тезиса об упадке

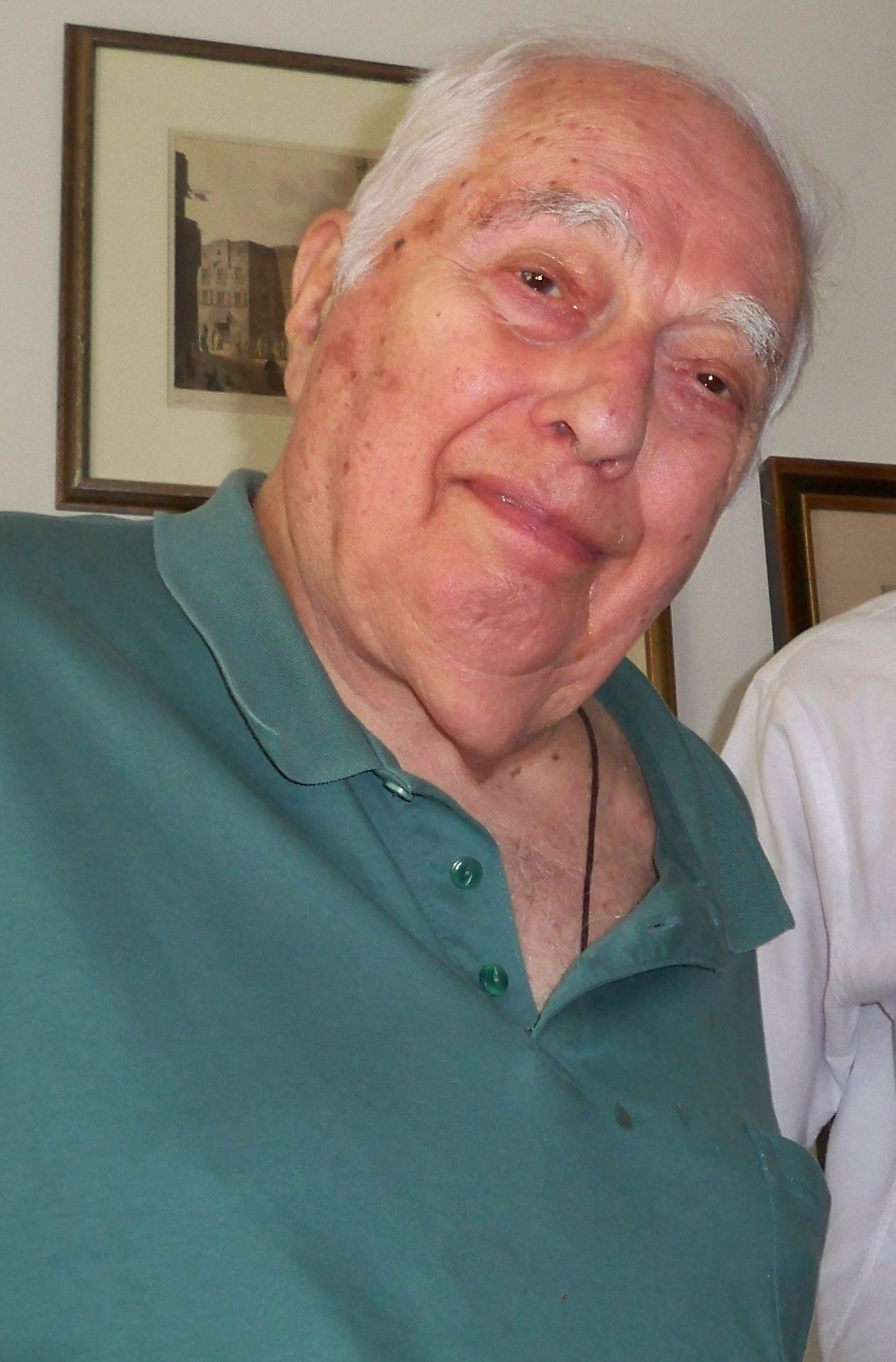
Бернард Льюис, один из самых известных сторонников тезиса об упадке.

Самым выдающимся автором работ об упадке Османской империи был историк Бернард Льюис, который утверждал, что она переживала всеобъемлющий упадок, затрагивавший правительство, общество и саму исламскую цивилизацию. Свои взгляды он изложил в статье 1958 года «Некоторые размышления об упадке Османской империи», которая стала отправной точкой для исследования учёных-востоковедов середины двадцатого века. Тем не менее, статья в настоящее время подвергается резкой критике и больше не считается современными историками корректной. 
Согласно Льюису, первые десять султанов Османской империи (от Османа I до Сулеймана Великолепного) были выдающимися личностями, в то время как те, кто пришёл им на смену, были без исключения «бездарями, дегенератами и неудачниками». Это стало результатом системы наследования кафес, в рамках которой сыновья султанов больше не набирались опыта в провинциальном управлении до вступления на престол. Неправильное руководство наверху привело к разладу во всех ветвях власти: бюрократия перестала эффективно функционировать и качество её отчётов ухудшилось. Османская армия потеряла свою силу и начала терпеть поражения на поле боя. Военные перестали идти в ногу с достижениями европейской военной науки и, следовательно, государство понесло территориальные потери. Поскольку османское государство и общество были ориентированы на постоянное расширение, их внезапная неспособность достичь новых завоеваний не позволила империи адаптироваться к новым отношениям с Европой.
Экономика империи была подорвана открытием Нового Света и последующим сдвигом в экономическом балансе между Средиземноморьем и Атлантической Европой. Географические открытия, которые сделали Индию доступной для европейцев, привели также к снижению объёма торговли через порты Османской империи. Кроме того, революция цен вызвала дестабилизацию османской чеканки и серьёзный финансовый кризис, который оказался катастрофическим в сочетании с быстро растущими расходами на военные нужды. Кавалерия армии османов устаревала, равно как и система землевладения тимар, а коррумпированная бюрократия не смогла заменить её функциональной альтернативой. Вместо этого было введено земельное налогообложение, что привело к коррупции, угнетению крестьянства и падению сельского хозяйства. Османская экономическая и военная отсталость обострилась из-за ограниченности и нежелания принимать европейские инновации, а также растущего презрения к практической науке. В конечном счёте, Османская империя «вернулась к средневековому государству со средневековым менталитетом и средневековой экономикой, но с дополнительным бременем бюрократии и постоянной армии, которое никогда не надо было нести ни одному средневековому государству».
Примечательно, что объяснения упадка Османской империи не ограничивались геополитическим положением империи среди мировых держав или её военной мощью. Тезис об упадке был основан на концепции отдельных «цивилизаций» как единиц исторического анализа в девятнадцатом и начале двадцатого веков, и, таким образом, объяснял слабость Османской империи ссылками не только на её внешнюю политику, но и на социальную, экономическую, культурную и моральную подоплёку. Это всеобъемлющее представление о упадке османской (и, более широко, исламской) цивилизации стало основой для понимания османской истории начиная с шестнадцатого века.

## Критика тезиса об упадке

### Концептуальные проблемы
Дана Сайди в своей статье, в которой резюмируется критика тезиса об упадке, написанная с 1970-х годов, определяет её следующие основные моменты: «1. Меняющаяся природа и приспособляемость османского государства и общества; 2. местные или внутренние социальные, экономические и / или интеллектуальные процессы, демонстрирующие признаки модерна до появления Запада; 3. сопоставимость османского государства и общества с их аналогами в мире за тот же период; 4. логика или структура, альтернативная упадку и подразумеваемому в ней евроцентризму, учитывающая явления XVII—XVIII веков». Первые два пункта относятся к тезису об отказе от изображения османского государства и общества как отсталых, статичных и по существу неспособных к инновациям до «воздействия со стороны Запада»; третий касается степени, в которой Османская империя была признана совершенно уникальной, действующей в соответствии со своими собственными правилами и внутренней логикой, а не интегрированной в более широкие сравнительные рамки мировой истории. Четвёртый рассматривает степень, в которой тезис об упадке упускает из виду локальные процессы, фактически происходившие в Османской империи в течение семнадцатого и восемнадцатого веков, в пользу акцента на великое повествование об османском распаде и европейском превосходстве.
В соответствии с этими пунктами, общая критика тезиса об упадке заключается в том, что он является телеологическим, то есть он представляет всю османскую историю как историю взлёта и падения империи, что заставляет более ранних историков переоценивать проблемы империи и недооценивать её сильные стороны. По словам Линды Дарлинг, «поскольку мы знаем, что в конце концов османы стали более слабой державой и, наконец, исчезли, каждая более ранняя трудность, с которой они столкнулись, становится „семенем упадка“, и успехи и источники силы Османской империи не берутся во внимание». Следствием упадка является представление о том, что империя ранее достигла пика, и это обстоятельство тоже было проблематизировано. Правление Сулеймана Великолепного считалось золотым веком, с которым должна была сравниваться вся остальная история империи. Такие сравнения заставили более ранних исследователей видеть трансформацию и изменение как безусловно негативные, поскольку империя отошла от устоявшихся норм романтизированного и идеализированного правления Сулеймана. По словам Джейн Хэтэуэй, этот акцент на «золотой век» оказал искажающее влияние на её историю: «огромная империя, которая существовала более шести веков, не могла иметь идеального времени и идеального преобразования, с позиции которого весь хронологический и географический промежуток об империи можно оценивать». Вместо этого современные учёные предлагают считать изменения естественным результатом адаптации империи к окружающему миру, признаком новаторства и гибкости, а не упадка.

### Политическая составляющая
Пересматривая понятие политического упадка в Османской империи, историки сначала изучили тексты насихатнаме, которые легли в основу тезиса об упадке. Многие учёные, среди которых прежде всего Дуглас Ховард и Рифаат Али Абу-эль-Хадж, отметили, что критика этих османских исследователей современного им общества находилась под влиянием их собственных предубеждений, и критиковали более ранних историков за то, что те принимали их за чистую монету без какого-либо критического анализа. Кроме того, «жалоба на время» фактически существовала и в период так называемого «золотого века» Сулеймана Великолепного. Для османских писателей «упадок» был тропом, который позволял им судить о современном государстве и обществе, а не заниматься описанием объективной реальности. Таким образом, эти работы не должны рассматриваться как свидетельство фактического османского упадка.
Другие тропы политического упадка, такие как представление о том, что султаны, правившие после времён Сулеймана I, были менее компетентными правителями, также подвергались сомнению. Правление таких фигур, как Ахмед I, Осман II, и Мехмед IV (среди прочих), было пересмотрено в контексте условий их соответствующих эпох, а не путём неуместного сравнения с мифическим идеалом Сулеймана. Действительно, само представление о том, представлял ли царствование Сулеймана золотой век в первую очередь, поставлено под сомнение. Тот факт, что султаны больше не сопровождали армию лично в военных кампаниях, больше не подвергается критике, а рассматривается как позитивное и необходимое изменение, возникшее в результате превращения империи в оседлое государство. Исследование Лесли Пирса о политической роли женщин в османской династии продемонстрировало неточность предположения о том, что так называемый Султанат женщин, в котором женщины-члены династии обладали необычайно высокой степенью власти, был в некотором роде либо причиной, либо симптомом имперской слабости. Напротив, османские валидские-султаны и наложницы были в состоянии успешно укреплять династическое правление в периоды нестабильности и играли важную роль в династической легитимации. Кроме того, важность быстро растущей бюрократии сейчас особенно подчёркивается как источник стабильности и силы для империи в семнадцатом и восемнадцатом веках, особенно в работах Линды Дарлинг. Основанное главным образом на работе Ариэля Зальцмана, расширение возможностей региональных деятелей в восемнадцатом веке было переосмыслено как эффективная форма правления, а не как признак упадка.

### Военная составляющая
Одним из наиболее устойчивых утверждений тезиса о спаде была слабость османских вооружённых сил в постсулейманский период. Предположительно, некогда грозный янычарский корпус стал коррумпированным, поскольку он всё больше зарабатывал себе привилегии, получив право жениться, заводить детей и записывать этих детей в корпус. Вместо того, чтобы поддерживать строгую военную дисциплину, янычары начали заниматься торговлей, чтобы пополнить своё состояние и таким образом потеряв своё военное преимущество. Однако теперь понятно, что участие янычаров в экономике не ограничивалось постсулейманским периодом. Янычары занимались коммерцией уже в пятнадцатом веке, без какого-либо видимого влияния на их военную дисциплину. Кроме того, янычары не только не стали неэффективными в военном отношении, но и продолжали оставаться одной из самых инновационных сил в Европе, внедряя тактику залпового огня в то же время и, возможно, даже раньше, чем большинство европейских армий.
Ещё большее внимание было уделено изменениям, произошедшим в системе тимар в эту эпоху. Разрушение системы Тимар теперь рассматривается не как результат некомпетентного управления, а как сознательная политика, призванная помочь империи адаптироваться ко всё более монетизирующейся экономике конца шестнадцатого века. Таким образом, это был далеко не симптом упадка, а часть процесса военной и фискальной модернизации. Кавалерии, которую производила система тимар, становилась всё более устаревшей к семнадцатому веку, и эта трансформация позволила османам вместо этого собрать большие армии пехоты, владеющей мушкетами, тем самым поддерживая свою военную конкурентоспособность. К 1690-м годам доля пехоты в османской армии увеличилась до 50-60 процентов, что эквивалентно их противникам из дома Габсбургов.
С точки зрения производства вооружения и технологии изготовления оружия, османы оставались примерно равными своим европейским соперникам на протяжении большей части семнадцатого и восемнадцатого веков. Теория о том, что османские пушечные заводы пренебрегали мобильными полевыми пушками, производя негабаритные осадные орудия с несоразмерной скоростью, опровергнут военным историком Габором Агостоном. Несмотря на ориенталистское утверждение о том, что присущий исламу консерватизм мешал османам принимать европейские военные инновации, известно, что османы были восприимчивы к иностранным методам и изобретениям и продолжали нанимать технических экспертов (в том числе европейцев) в течение семнадцатого и восемнадцатого веков. По производительному потенциалу османы даже смогли превзойти своих европейских конкурентов в семнадцатом веке. Они сохраняли полную самообеспеченность в производстве пороха до конца восемнадцатого века, и, за редкими и краткими исключениями, постоянно могли производить достаточное количество пушек и мушкетов для снабжения всех своих вооружённых сил, а также для формирования избыточных запасов. Согласно Габору Агостону и Роадсу Мерфи, османские поражения в войнах с Габсбургами и Россией в 1683-99 и 1768-74 годах лучше всего объясняются нагрузкой на материально-техническое обеспечение и логистику, вызванные войной на нескольких фронтах, а не османской неполноценностью в технологиях и вооружениях, поскольку такая неполноценность, поскольку если она вообще существовала, была гораздо менее значимой, чем предполагалось ранее. В настоящее время считается, что османские вооружённые силы были в состоянии поддерживать грубый паритет со своими конкурентами до 1760-х годов, отставая в результате длительного периода мира на западном фронте между 1740 и 1768 годами, когда османы пропустили удобный момент для удара во время Семилетней войны.

### Экономические и фискальные соображения
На раннюю критику тезиса об упадке с экономической точки зрения большое влияние оказали новые социологические перспективы теории зависимости и анализа мировых систем, сформулированные такими учёными, как Андре Гундер Франк и Иммануил Валлерстайн в 1960-х и 1970-х годах. Эти теории представили влиятельную критику преобладающей теории модернизации, которая была тогда популярна среди экономистов и политических аналитиков, и была основой, на которой базировалось понимание османской экономическая история, примером которой является прежде всего сочинение Бернарда Льюис 1961 года «Появление современной Турции». Теория модернизации утверждала, что слаборазвитый мир обнищал из-за того, что он не последовал за Европой в продвижении по ряду отдельных этапов развития (основанных на модели, предоставленной прежде всего Францией и Великобританией), которые, как предполагалось, были единообразно применимы ко всем обществам. Историки, стремящиеся выявить факторы, которые мешали османам добиться «модернизации», обратились к стереотипам, которые легли в основу тезиса упадка: османская склонность к деспотизму и летаргия, которая препятствовала их проникновению в современный мир и привела к экономическому застою. Теория зависимости, напротив, рассматривала современное отставание в развитии как продукт неравной глобальной экономической системы, постепенно создаваемой европейцами, начиная с раннего современного периода, и, таким образом, видела в ней результат исторического процесса, а не простую неспособность адаптироваться как часть незападного мира. Теория зависимости, введённая в османскую историю Хури Исламоглу-Инаном и Чагларом Кейдером, позволила историкам выйти за рамки концепций, которые ранее доминировали в экономической историографии Османской империи и прежде всего понятия «восточного деспотизма», который якобы подавлял экономический развитие. Вместо этого они предлагают исследовать империю с точки зрения её постепенной интеграции в периферию новую формирующуюся в Европе мировую систему. Последующие исследования выявили степень, в которой Османская империя восемнадцатого и начала девятнадцатого века претерпевала свои собственные капиталистические преобразования, независимые от европейского экономического проникновения, что, в свою очередь, способствовало интеграции империи в мировую экономику. Даже после периферализации империи в мировой системе османское производство, которое, как считалось, давно рухнуло перед лицом европейской конкуренции, теперь воспринимается как растущее и даже процветающее в течение восемнадцатого и девятнадцатого веков, опирающееся на силу внутреннего рынка Османской империи.
В более ранние периоды османский экономический и финансовый спад был связан прежде всего с катастрофическими последствиями ценовой революции конца шестнадцатого века. Тем не менее, этот экономический спад не был уникальным для османов, но был характерен для всех европейских государств, поскольку все они боролись с различным давлением инфляции, демографическими сдвигами и растущими расходами на военные нужды. Поместив османов в сравнительный контекст со своими соседями, учёные продемонстрировали, что многочисленные кризисы, пережитые османами в конце шестнадцатого и начале-середине семнадцатого веков, можно рассматривать как часть более широкого европейского контекста, характеризуемого как «общий кризис семнадцатого века», а не как признак однозначно османского упадка. Предположение о том, что османская экономика не смогла оправиться от этих кризисов, коренится как в плохом состоянии полевых знаний об османской экономике в конце семнадцатого и восемнадцатого веков, так и в том, насколько легко она, казалось, соответствовала существовавшим ранее идеям об османском упадке. Однако последующее исследование продемонстрировало, что, по словам Шевкета Памука, восемнадцатый век «фактически был периодом восстановления османской денежной системы», что указывало на то, что «старый тезис о непрерывном спаде не может быть устойчивым». Далёкая от упадка, первая половина восемнадцатого века была периодом значительного расширения и роста экономики Османской империи.
Другие предполагаемые проявления экономического спада Османской империи также были оспорены. Создание европейскими торговцами новых морских торговых путей в Индию вокруг мыса Доброй Надежды обход османских территорий имело оказало гораздо менее значительное влияние на османскую экономику, чем предполагалось ранее. В то время как более ранние исследования изображали португальцев как установивших почти что монополию на движение товаров роскоши, особенно специй, в Европу, на самом деле португальцы были лишь одним из многих участников, конкурирующих на коммерческой арене в Индийском океане. Даже в конце шестнадцатого века азиатские торговцы, использующие традиционные торговые пути Красного моря через территорию Османской империи, перевозили в четыре раза больше специй, чем португальские торговцы. До начала восемнадцатого века в Индию продолжалось импортироваться больше серебра традиционные ближневосточные маршруты, чем через европейский маршрут мыса Доброй надежды. Произошедшая потеря дохода была восполнена ростом торговли кофе из Йемена в семнадцатом веке, что, наряду с прочными торговыми связями с Индией, обеспечило дальнейшее процветание торговли на Красном море и развитие Каира как крупного коммерческого центра.
Такие историки, как вышеупомянутый Бернард Льюис, однажды называли предполагаемое падение качества бюрократических записей империи показателем застоя в административном аппарате Османской империи. Историки теперь признают, что такого снижения никогда и не было. Это изменение в ведении записей было связано не с потерей качества, а с изменением характера оценки земель, поскольку империя приспособилась ко всё более монетизирующейся экономике, характерной для семнадцатого века. Методы оценки, используемые при султане Сулеймане, хорошо подходили для обеспечения надлежащего распределения доходов армии феодальной кавалерии, которая тогда составляла основную часть османских сил. Однако на рубеже веков потребность в наличных деньгах для поднятия армий, вооружённых мушкетами, заставила центральное правительство реформировать свою систему землевладения и расширить практику откупа, что также было распространённым методом получения дохода в современной Европе. Фактически, семнадцатый век был периодом значительного расширения бюрократии в Османской империи, а не её сокращения или упадка. Эти изменения, вопреки утверждениям более ранних историков, похоже, не привели к повсеместной коррупции или угнетению в большей степени, чем это наблюдается среди европейских современников Османской империи. Османы, как и другие европейские государства, в течение семнадцатого века боролись с быстро растущими расходами, но к его концу смогли провести реформы, которые позволили им войти в восемнадцатый век с профицитом бюджета. По словам Линды Дарлинг, «приписывание дефицита бюджета Османской империи в семнадцатом веке упадку империи оставляет необъяснимым прекращение этих дефицитов в восемнадцатом веке».

## Учёный консенсус в XXI веке
Избавившись от идеи упадка, сегодняшние историки Османской империи чаще всего называют постсулейманский период, или, более широко, период с 1550 по 1700 год, как период трансформации. Роль экономических и политических кризисов в определении этого периода имеет решающее значение, также как и их временный характер, поскольку османское государство в конечном итоге смогло выжить и приспособиться к изменяющемуся миру. Также всё большее значение приобретает место Османской империи в сравнительной перспективе, особенно с государствами Европы. В то время как османы боролись с серьёзным экономическим и финансовым спадом, то же самое делали и их европейские противники. Этот период часто называют периодом всеобщего кризиса семнадцатого века и поэтому трудности, с которыми сталкивалась Османская империя, были переосмыслены не как уникальные для неё, а как часть общей тенденции, затрагивавшей всю Европу и Средиземноморский регион. По словам Эхуда Толедано, «как в Европе, так и в Османской империи, эти изменения трансформировали государства и способы ведения и финансирования войн военно-административными элитами». Решение этих огромных проблем и нахождение адекватных ответов через море социально-экономических и политических изменений ― это, по сути, история османской истории семнадцатого и восемнадцатого веков. Её главной особенностью была замечательная адаптация к новым реалиям, а не упадок и распад: это отражает находчивость, прагматизм и гибкость в мышлении и действиях османской военно-административной элиты, а не их неумелость или некомпетентность. Таким образом, согласно Дане Сайди, «независимо от того, что можно подумать об отдельном ревизионистском произведении, или о конкретном методе или структуре, совокупный эффект исследований продемонстрировал эмпирическую и теоретическую несостоятельность тезиса об упадке, и предложил образ внутренне динамичного османского государства и общество. Он также установил сопоставимость Османской империи с другими, в основном европейскими, обществами и государствами и одновременно пересмотрел существующую схему периодизации».